# Biestarwegras-associatie
De biestarwegras-associatie (Honckenyo-Agropyretum juncei) is een associatie uit het biestarwegras-verbond (Agropyro-Honckenyion). Het is een plantengemeenschap die kan voorkomen in het natuurdoeltype Strand en stuivend duin. Duinvorming kan beginnen met biestarwegras; dat heeft een oppervlakkig wortelstelsel waarmee zoveel mogelijk water wordt vastgehouden. Ook zeepostelein met de vlezige, kruisgewijze bladeren kan er groeien.

## Naamgeving en codering
- Syntaxoncode voor Nederland (rVvN): r24Aa01
- Natura2000-habitattypecode (EU-code): H2110

De wetenschappelijke naam Honckenyo-Agropyretum juncei is afgeleid van de botanische naam van zeepostelein (Honckenya peploides) en een synoniem van biestarwegras (Elymus farctus, syn. Agropyron junceum).

## Fysiognomie
De biestarwegras-associatie is een laagblijvend, van nature soortenarm en vaak ijl vegetatietype.